# STS-51B
STS-51G e седемнадесетата мисия на НАСА по програмата Спейс шатъл и седми полет на совалката Чалънджър. Това е вторият полет на европейската космическа лаборатория Спейслаб.

## Екипаж

### Основен екипаж
| Пост                           | Астронавт                                  |
| ------------------------------ | ------------------------------------------ |
| Командир                       | Робърт Овърмайер втори космически полет    |
| Пилот                          | Фредерик Грегори първи космически полет    |
| Специалист на мисията 1        | Дон Линд първи космически полет            |
| Специалист на мисията 2        | Норман Тагард втори космически полет       |
| Специалист на мисията 3        | Уилям Торнтън втори космически полет       |
| Специалист по полезния товар 1 | Лудвиг Ван ден Берг първи космически полет |
| Специалист по полезния товар 2 | Тейлър Уонг първи космически полет         |

- Броят на полетите е преди и включително тази мисия.

### Дублиращ екипаж
| Пост                           | Астронавт           |
| ------------------------------ | ------------------- |
| Специалист по полезния товар 1 | Юджийн Трин         |
| Специалист по полезния товар 2 | Мери Хелън Джонстън |

## Полетът
Мисия STS-51B стартира само 17 дни след края на предишната мисия на совалка STS-51D. Поради технически проблем с автоматиката старта на мисията STS-51В е забавен с 2 минути и 18 секунди. Това е вторият полет на Спейслаб и първи в пълна конфигурация. По време на полета са извършени 15 експеримента в областта на материалознанието, биологията, механиката на флуидите, атмосферната физика и астрономия. От тях 14 са изпълнени успешно. За биологичните изследвания на борда се намират две маймуни и 24 гризача.
След 7-дневен полет совалката се приземява успешно на писта 17 във Военновъздушната база „Едуардс“. 5 дни по-късно „Чалънджър“ е прехвърлена в Космическия център „Кенеди“.

## Параметри на мисията
- Маса:
  - При излитане: 111 676 кг
  - При кацане: 96 097 кг
  - Маса на полезния товар: 11 061 кг
- Перигей: 346 км
- Апогей: 353 км
- Инклинация: 57,0°
- Орбитален период: 91.5 мин.